# De Geus (uitgeverij)
De Geus was tot begin 2016 een zelfstandige Nederlandse uitgeverij, in 1983 opgericht door Eric Visser en gevestigd in Breda. Sinds februari 2016 maakt De Geus deel uit van Singel Uitgeverijen, eigenaar van onder  meer Em. Querido's Uitgeverij, De Arbeiderspers en Nijgh & Van Ditmar.

## Bedrijfsprofiel
De Geus gaf midden jaren tachtig als een van de trendsetters multicutureel werk uit van auteurs als Halil Gür en ook de debuten van Kader Abdolah (De adelaars, 1993), Yasmine Allas (Idil, een meisje, 1998), Vamba Sherif (Het land van de vaders, 1998), Veronica Toumanova (Ster, sterveling, 2002), auteurs die wonen en werken in Nederland, maar oorspronkelijk afkomstig zijn uit respectievelijk Iran, Somalië, Liberia en Rusland. Kader Abdolahs roman Het huis van de moskee werd op 11 maart 2007, tijdens 'De avond van het boek' uitgeroepen tot tweede beste Nederlandse boek aller tijden.

## Vertaalde werken
De aandacht voor cross-culturele verscheidenheid is terug te zien in het vertaalde fonds, getuige de romans van auteurs als Andreï Makine, Shauna Singh Baldwin, Tahar Ben Jelloun, Patrick Chamoiseau, Assia Djebar, Ha Jin, Malika Mokeddem en Hanaan as-Sjaikh. De uitgeverij vat het begrip 'multicultureel' breed op. Het gaat in de wereld niet alleen om Noord/Zuid, maar ook om Oost/West. De Geus brengt literatuur uit de hele wereld, met enkele duidelijke accenten: Scandinavische (met Marianne Fredriksson en Henning Mankell als de grote drijfbalonnen voor de hele uitgeverij), Poolse (onder meer Nobelprijswinnaar Wisława Szymborska) en Afrikaanse literatuur (Wangari Maathai). De fondslijst bevat romans en verhalen uit meer dan 20 talen en meer dan 50 landen.

De uitgeverij bracht ook de Nederlandse vertaling op de markt van de 2007 International IMPAC Dublin Literary Award Paarden stelen van Per Petterson. Verder heeft de uitgeverij zich sterk gemaakt voor het werk van Jean-Marie Gustave le Clézio, die in 2008 de Nobelprijs voor de Literatuur kreeg, en van Herta Müller, die de prijs een jaar later kreeg.

## Fondsopbouw
De helft van het totale fonds bestaat uit vrouwelijke auteurs met schrijvers als Herta Müller, Maya Angelou, Janet Frame, Majgull Axelsson, Gioconda Belli, Marianne Fredriksson, Annie Proulx, Pat Barker, Barbara Voors, Åsne Seierstad en Herbjørg Wassmo. Verder bevat het literaire fonds van De Geus grote namen als Kader Abdolah, Alessandro Baricco, Andreï Makine, Henning Mankell en Antonio Muñoz Molina.

## Nederlandstalig
De Geus brengt ook het werk van Nederlandstalige schrijvers uit, zoals dat van Marek van der Jagt (een pseudoniem van Arnon Grunberg), Robert Haasnoot, Esther Gerritsen, Michiel van Kempen, Annie van Keymeulen, Annelies Verbeke, drievoudig Gouden Stropwinnaar Charles den Tex, Ger Thijs, Ton van Reen, David Sandes, Peter de Zwaan, Jana Beranová, Pieter De Buysser en Anne-Gine Goemans.

## Over De Geus
- Anneloes Timmerije, De wereld begint in Breda: uitgeverij De Geus 1983-2008. Breda: De Geus, 2008.